# Майк Олдфілд
Майкл Ґордон Олдфілд (Michael Gordon Oldfield; 15 травня 1953, Редінг, Велика Британія) — британський мультиінструменталіст, вокаліст, композитор, аранжувальник, автор текстів, продюсер.

## Біографія
Свою музичну кар'єру Майк Олдфілд розпочав 1967 року, акомпануючи на акустичній гітарі старшій сестрі Селлі (Sally), яка співала пісні у стилі фолк і часто виступала у пабах та клубах Редінга поряд з Маріенн Фейтфулл. Майк та Селлі назвали свій дует Sallyangie і за допомогою Террі Кокса (Terry Сох) — ударні та Рея Ворлейфа (Ray Warleigh) — флейта, 1968 року записали альбом «Sallyangie: Children Of The Sun». Проте 1969 року брат та сестра припинили своє творче партнерство і Майк очолив гурт Bareffet.
У травні 1970 року Олдфілда було запрошено до керованої Кевіном Ейерсом формації Kevin Ayers & The Whole World, де він грав на басі та гітарі. Майк взяв участь у запису двох альбомів цього гурту: «Shooting At The Moon» (1970) та «Whatevershebringswesing — No Eggsplantation» (1971), але побічно працював і над власними творами.
Ще восени 1970 року Олдфілд зробив робочу версію напівсимфонічної композиції у двох частинах «Opus One», яка остаточно отримала назву «Tubular Bells». Спочатку демо-плівка з цим твором (який принесе автору справжню популярність та визнання) не зацікавила жодну з британських фонографічних фірм, поки не потрапила до власника мережі музичних крамниць «Virgin» Річарда Бренсона. Бренсон помітив великий потенціал, прихований у цьому творі, і запросив Олдфілда до своєї нової студії «Virgin-Manor». 1973 року на музичному ринку з'явився альбом «Tubular Bells», що став одним з перших видань фонографічної фірми «Virgin Records», яка з часом перетворилась на концерн «Virgin Group». Запропонована на цій платівці 49-хвилинна сюїта являла собою збірку мелодій, що мали свої корені у фолку, року та класичній музиці. Більшість інструментальних партій Олдфілд виконав сам, хоча у студії йому допомагали: Вів Стеншолл (Viv Stansholl), який представляв інструменти, на зразок церемонімейстера; Джон Філд (Jon Field) — флейта; Том Ньюмен (Tom Newman) — гітара; Ліндсей Купер (Lindsay Cooper) — бас; Стів Броутон (Steve Broughton) — ударні; Манді Елліс (Mundy Ellis) — вокал та Селлі Олдфілд — вокал. Фрагменти з «Tubular Bells» були використані у відомому фільмі Вільяма Фрідкіна «The Exorcist» (1973).
На наступному альбомі «Hergest Ridge» Олдфілд спокусився відтворити сільські зачарування та настрій графства Беркшир, що значною мірою вдалося зробити. Однак «Tubular Bells» залишався неперевершеним і багато критиків охрестили «Hergest Ridge» лише «сином» «Tubular Bells», підкреслюючи цим його подібність до опусу Олдфілда. Щоправда «Hergest Ridge» опинилась на вершині британського чарту, але посівши 87 місце в США, вона стала першим і останнім альбомом музиканта в американському чарті.
Разом з Девідом Бедфордом, колишнім співпрацівником Кевіна Ейерса, Олдфілд зробив оркестрову версію «Tubular Bells», яку 1974 року записав Королівський філармонічний оркестр. На черговому альбомі «Ommadawn» автор блискуче використав волинку, на якій грав Педді Молоні (Paddy Moloney) з гурту The Chieftains, а також запропонував послухати африканських перкусистів з формації Yabula. Платівка продавалася добре, але критики визнали, що інтроспективна музика Олдфілда з кожним новим альбомом стає формальнішою. Проте фірма «Virgin» підмітила стилістичну спільність між всіма трьома лонгплеями і 1976 року на музичний ринок видала комплект з чотирьох альбомів «Boxed», четвертою платівкою у якому була «Collaboration», що пропонувала добірку з побічних робіт музиканта. Також у 1975—1976 роки Олдфілд зробив два великі британські хіт-сингли, записуючи традиційні композиції «In Dulci Jubilo» та «Portsmonth».
У 1977—1976 роках несміливий та замкнутий у собі Олдфілд піддав себе спеціальній терапії, внаслідок чого відбулась повна зміна особистості, яка дозволила Олдфілду відтоді красномовно відбивати нападки у музичній пресі. А до цього він був схожим на «тюфяка» з хіповими манерами, якому особливо гострі атаки діставалися з боку панк-руху, що саме набирав сили.
Записаний 1978 року альбом «Incantations» звертав на себе увагу симфонічним розмахом та помітним впливом на його композиції музики диско. Наступною пропозицією виявився концертний лонгплей "Exposed " . Взагалі, до кінця 1970-х років Олдфілд уникав сцени (винятком стало публічне виконання «Tubular Bells» 25 червня 1973 року у лондонському «Queen Elizabeth Hall») і вперше за свою кар'єру вирушив у концертне турне лише в травні 1979 року. Під час цієї подорожі його супроводжували: Піт Лімер (Pete Lemer) — клавішні, Тім Кросс (Tim Cross) — клавішні, Ніко Ремсден (Nico Ramsden) — гітара, Філ Бір (Phil Beer) — гітара, Пекка Пойола (Pekka Pohjola) — бас, Морлен (Moerlen) — ударні, Прайор (Prior) — вокал, а також хор та оркестр під керівництвом Девіда Бедфорда. Саме ці виступи фіксував альбом «Exposed».
Платівки «Platinum», «QE 2» та «Five Miles Out» дещо відволікли автора від його головної музичної течії — Олдфілд почав відшліфовувати своє вміння писати пісні, прагнучи уникати повторів. Поєднавши рок-музику з розважальною, Олдфілд запропонував репертуар з гострішим ніж досі звучанням та з інтенсивнішим ритмом. Подальші альбоми поєднували в собі композиції, розбудовані у формі варіацій на якусь певну музичну тему, та пісні, що легко сприймалися, з використанням мелодійності, характерної для стилю Олдфілда.
Сам Майк співав рідко і для виконання деяких творів запрошував вокалістів. Наприклад, ще на альбомі «Five Miles Out» дебютувала обдарована чистим сопрано співачка Меггі Рейллі (Maggie Reilly), яка співала і в популярному хіті «Moonlight Shadow» з лонгплея «Crises». Також на «Crises» можна було почути колишнього вокаліста гурту Family Роджера Чепмена (Roger Chapman). Після появи на музичному ринку чергового лонгплея «Discovery», де вокальні партії виконали Меггі Рейллі та Баррі Палмер (Barry Palmer), Олдфілд скомпонував музику до фільму Ролана Жоффе «Поля смерті». Під час роботи над альбомом «Island» до музиканта приєдналися Бонні Тайлер (Bonnie Tyler) та Кевін Ейерс.
Попри те, що творчість Олдфілда стала ближчою до музики поп, він перестав належати до «модних» творців, а його композиції музична преса називала анахронічними. Цю думку не зміг змінити й альбом «Earth Moving», на якому виступили Меггі Рейллі, Аніта Хігерленд (Anita Hegerland) та Кріс Томпсон (Chris Thompson). Далі комерційний успіх почав обходити стороною цього музиканта, проте Майк продовжує записувати платівки, які тепло сприймає чимала кількість відданих йому фанів.
Однак 1992 року Олдфілд у співпраці з Тревором Хорном записує альбом «Tubular Bells II» (він присвячений 20-річчю появи першого лонгплея), і ця платівка, як і «Tubular Bells» повертає Олдфілда на вершину британського чарту. 1994 року музикант запропонував чергову роботу — альбом «The Songs Of Distant Earth», яка через рік з'явилась в аудіовізуальній версії на CD-ROM.
В 1999 році Олдфілд випустив два альбоми. Перший Guitars і другий The Millennium Bells.
Як сесійний музикант та продюсер, Олдфілд співпрацював, наприклад, з Ейерсом, Лолом Коксхіллом, Робертом Вайттом, Томом Ньюменом, Брейном Чайковским, гуртами The Edgar Bronghton Bang, Henry Cow, Gong та The Skids.
В 2013 році Virgin EMI Records анонсувало вихід альбому Майка Олдфілда з новим матеріалом, попередній альбом вийшов у 2008 році. Презентований альбом «Man on the Rocks» включає 11 нових треків.
В 2014 році, на виставці відеоігор E3 пісня Майка «Nuclear» грала в трейлері відеогри Metal Gear Solid V: The Phantom Pain.
Альбом Олдфілда, «Return to Ommadawn», був випущений 20 січня 2017 року і досяг позиції 4 в UK Albums Chart.

## Дискографія
Студійні альбоми:
- 1973: Tubular Bells
- 1974: Hergest Ridge
- 1975: Ommadawn
- 1978: Incantations
- 1979: Platinum
- 1980: QE2
- 1982: Five Miles Out
- 1983: Crises
- 1984: Discovery
- 1984: The Killing Fields
- 1987: Islands
- 1989: Earth Moving
- 1990: Amarok
- 1991: Heaven's Open
- 1992: Tubular Bells II
- 1994: The Songs Of Distant Earth
- 1996: Voyager
- 1998: Tubular Bells III
- 1999: Guitars
- 1999: The Millennium Bell
- 2002: Trɜs Lunɑs
- 2003: Tubular Bells 2003
- 2005: Light & Shade
- 2008: Music of the Spheres
- 2014: Man on the Rocks
- 2017: Return to Ommadawn